# Daniel Alcides Carrión
Daniel Alcides Carrión García (Cerro de Pasco, 12 agosto 1857 – Lima, 5 ottobre 1885) è stato uno studente di medicina peruviano, da cui prende nome la malattia di Carrion.

## Biografia
Descrisse per primo la patologia che avrebbe preso il suo nome, che lo studente contrasse volontariamente nel tentativo di dimostrarne la causa. Allo scopo, si fece inoculare del sangue proveniente da un paziente affetto da verruga peruana, contraendo un'infezione acuta, denominata Febbre di Oroya, che si rivelerà fatale, dimostrando in tal modo che si trattava di due forme, l'una acuta, l'altra cronica, di una stessa patologia.
Daniel Alcides Carrión è sepolto in un mausoleo nell'ospedale Dos de mayo di Lima.
Il 7 ottobre 1991 il governo peruviano dichiarò Daniel Alcides Carrión Garcia eroe nazionale..
Il 5 ottobre di ogni anno si celebra in Perù il Giorno della medicina peruviana (Día de la medicina peruana), in onore alla data di morte di Daniel Alcides Carrión..